# Tit Vini (cònsol)
Tit Vini (en llatí Titus Vinius) va ser un magistrat romà del segle i.
Tàcit diu que el seu pare era de família pretoriana i que el seu avi matern havia estat proscrit.
Va servir primer amb Calvisi Sabí i una nit va cometre adulteri amb la dona del seu comandant a la que va fer entrar al camp vestida de soldat ras. L'adulteri es va cometre al Principia, considerat lloc sagrat, ja que era on estaven dipositats els estendards i les àligues de les legions romanes. Descobert el fet, Calígula el va fer encadenar, però aviat el va deixar anar i després va arribar a pretor i a comandant d'una legió.
Durant el regnat de Claudi va ser acusat d'apoderar-se d'una copa d'or de l'emperador, però no sembla que tingués conseqüències. Sota Neró va ser nomenat governador de la Gàl·lia Narbonense amb títol de procònsol i va governar amb justícia i integritat.
Després va estar a Hispània on va ser legat de Galba. Va ser cònsol l'any 68 amb l'emperador Galba i en el curt govern d'aquest, Vini i el prefecte pretorià Corneli Lacó van ser els que van tenir més poder. El fet de tenir tant de poder va fer sortir les seves més baixes passions, i Tàcit l'anomena "deterrimus mortalium" (el pitjor dels mortals). Vini va recomanar a Galba designar a Marc Salvi Otó com a successor i per això se'l va suposar implicat en la conspiració contra Galba, Va ser mort pels soldats d'Otó i el seu cap passejat en triomf pels carrers.
Va ser enterrat per la seva filla Crispina que va comprar el cap als seus assassins.